# Dụ Hoa
Dụ Hoa (chữ Hán giản thể: 裕华区, pinyin: Yùhuá Qū, âm Hán Việt: Dụ Hoa khu) là một quận thuộc địa cấp thị Thạch Gia Trang, tỉnh, Hà Bắc, Cộng hòa Nhân dân Trung Hoa. Quận Dụ Hoa có diện tích ki-lô-mét vuông, dân số người. Quận này có nhiều trường đại học lớn của Thạch Gia Trang như: Đại học Sư phạm Hà Bắc, Đại học Khoa học và Công nghệ Hà Bắc, Đại học Y Hà Bắc, Học viện Kinh tế Thạch Gia Trang, Học viện Nghệ thuật chuyên nghiệp Hà Bắc, Trường Ngoại ngữ Thạch Gia Trang. Một số cơ quan chính quyền của Thạch Gia Trang có trụ sở ở đây. Phía bắc của quận Du Hoa là đường Trung Sơn, một trong những khu vực thương mại chính của Thạch Gia Trang. 